# Döhnsdorfer Burg
Die Döhnsdorfer Burg ist der Rest einer mittelalterlichen Turmhügelburg (Motte) bei Döhnsdorf in der schleswig-holsteinischen Gemeinde Wangels im Kreis Ostholstein.
Die Anlage hatte einen Radius von ca. 40 Metern. Der aus Erdreich aufgeschüttete Turmhügel hat einen Durchmesser von ca. 24 Metern und ist bis zu fünf Meter hoch. Er wurde durch einen etwa 12 Meter breiten Graben sowie von einem bis fünf Meter breiten Wall geschützt, der sich heute im Gelände nahezu nicht mehr abzeichnet.
Die Burganlage wurde am südlichen Rande einer (heute trockengelegten) Niederung angelegt – das Wasser eines gestauten Baches speiste den Burggraben.
Die Errichtung der Burganlage erfolgte als Fliehburg in der Zeit der Eroberung Wagriens durch die Holsten im 12. Jahrhundert.
Die Burg befindet sich südlich von Döhnsdorf (etwa 150 Meter von der Straße (Dorfstraße) nach Wasbuck entfernt) auf einer Wiese. Der von einigen Bäumen bestandene Turmhügel ist auch von weitem gut erkennbar. Die Reste der Burg, die als eine der besserhaltenen in Wagrien gilt, stehen als Bodendenkmal unter Denkmalschutz.

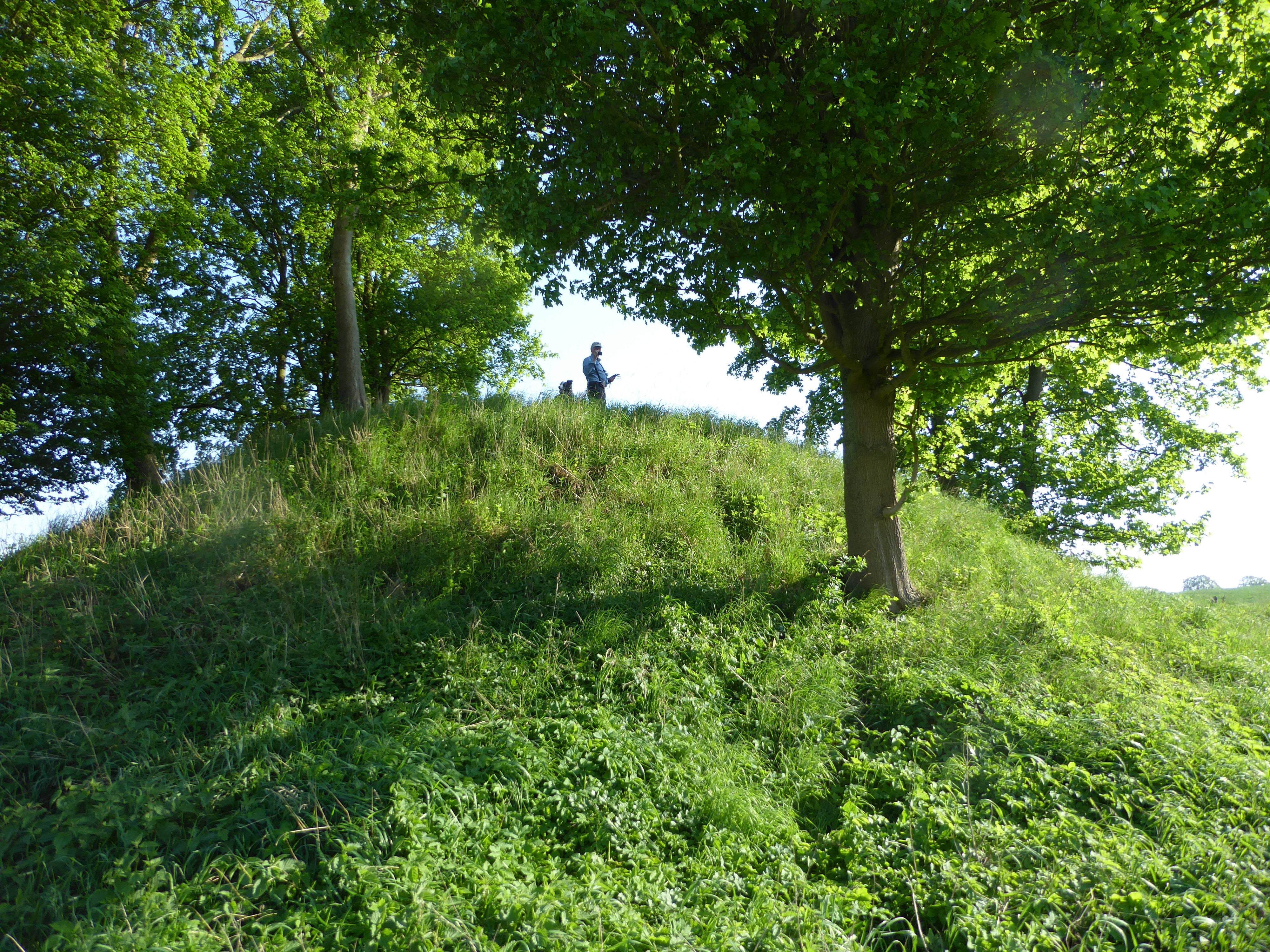
Der Burghügel
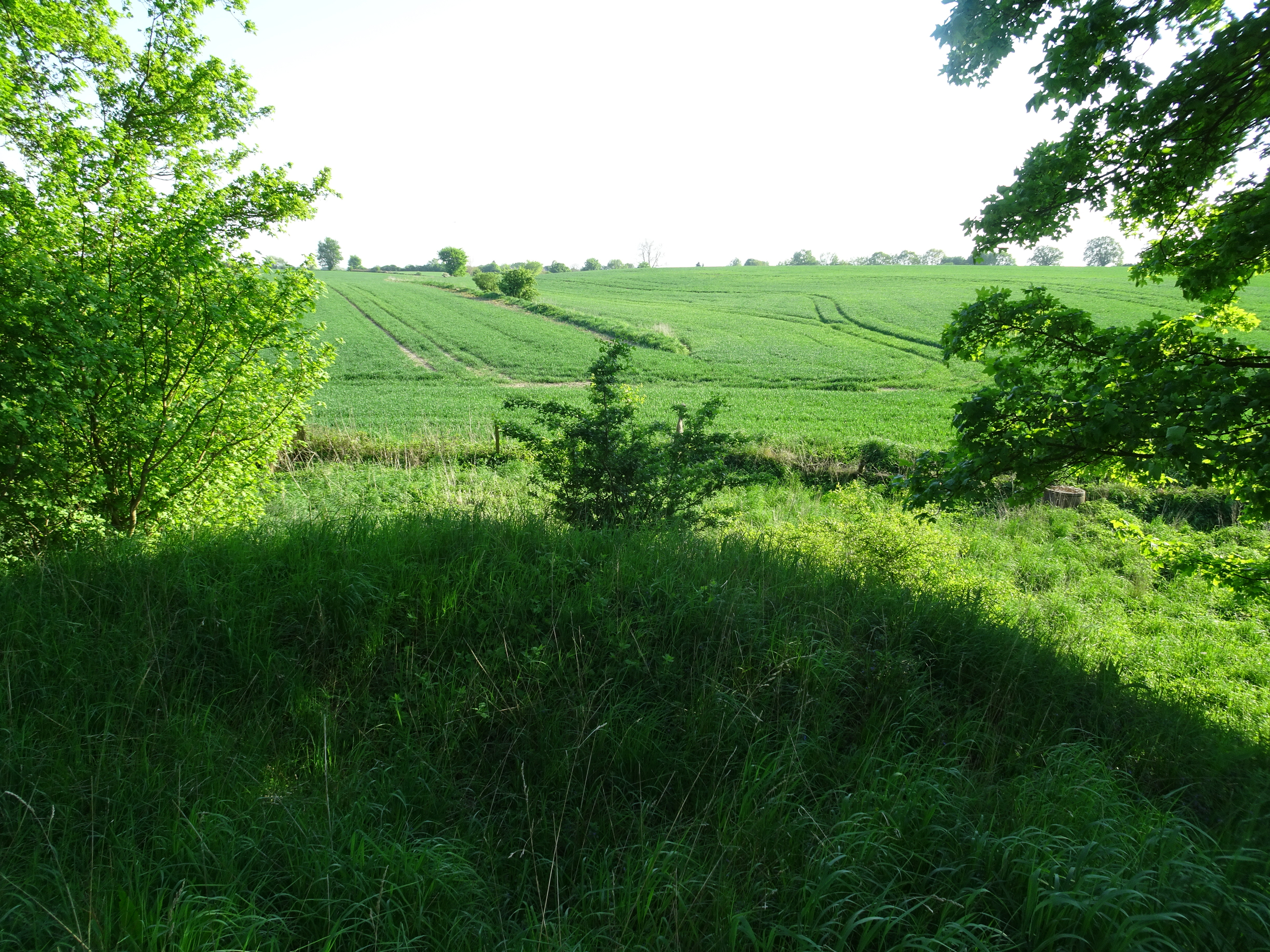
Blick vom Hügel nach Südwesten
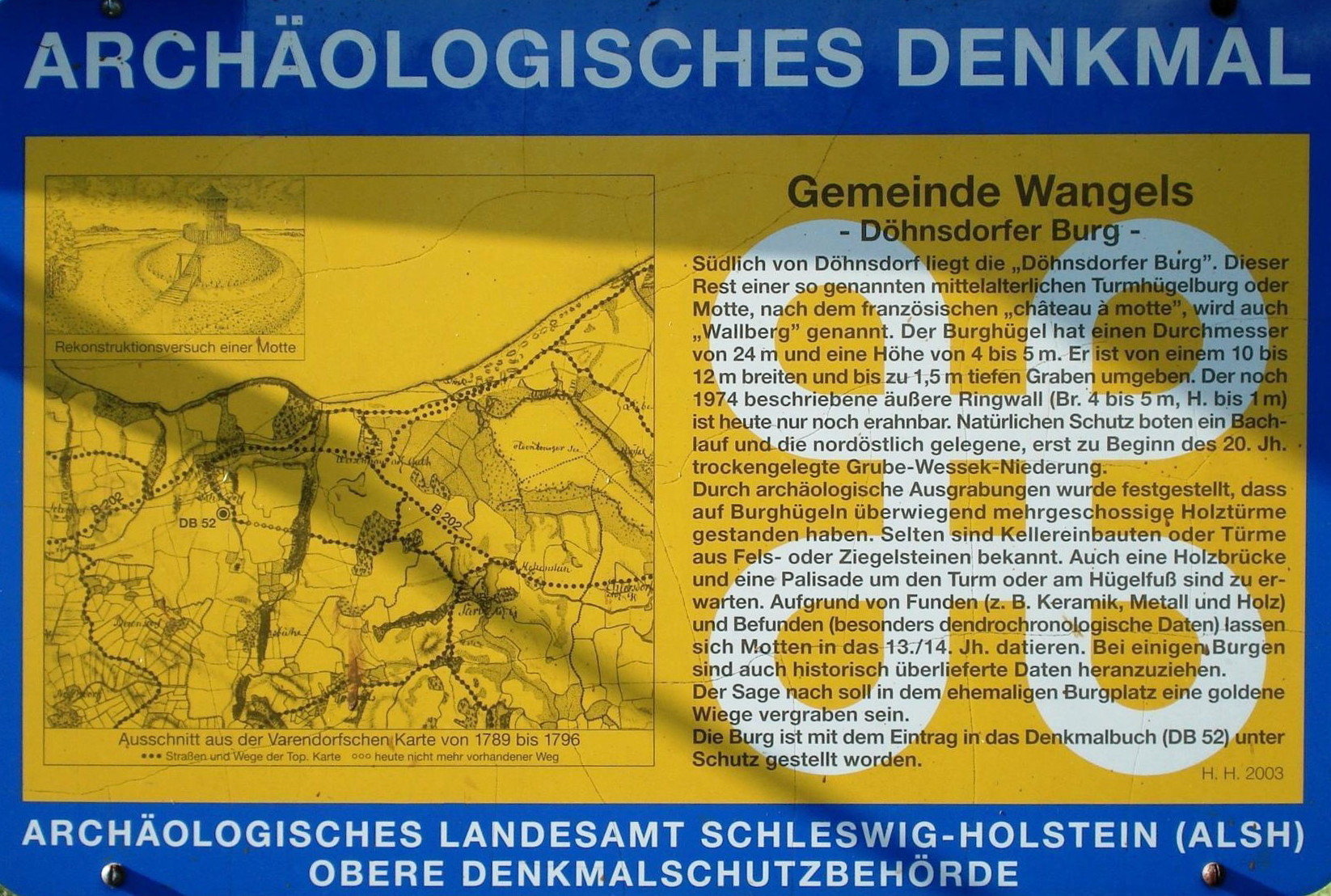
Informationstafel